# Pannosus japonicus
Pannosus japonicus is een eenoogkreeftjessoort uit de familie van de Pandaridae. De wetenschappelijke naam van de soort is voor het eerst geldig gepubliceerd in 1960 door Sueo M. Shiino.